# Too Weird to Live, Too Rare to Die!
| Совокупная оценка   | Совокупная оценка |
| Источник            | Оценка            |
| ------------------- | ----------------- |
| AnyDecentMusic?     | 6.1/10            |
| Metacritic          | 72/100            |
| Оценки критиков     |                   |
| Источник            | Оценка            |
| AllMusic            | [ 4 ]             |
| Alternative Press   | [ 2 ]             |
| American Songwriter | [ 13 ]            |
| DIY                 | [ 14 ]            |
| Evening Standard    | [ 15 ]            |
| Kerrang!            | 4/5               |
| Newsday             | A−                |
| PopMatters          | 4/10              |
| Rolling Stone       | [ 18 ]            |
| Time Out            | [ 19 ]            |

Too Weird to Live, Too Rare to Die! (с англ. — «Слишком странный, чтобы жить, слишком необычный, чтобы умереть!») — четвёртый студийный альбом американской рок-группы Panic! At the Disco.
Диск был анонсирован 15 июля 2013 года с датой релиза на 8 октября 2013 года. Ведущий сингл альбома «Miss Jackson» был выпущен в тот же день. Второй сингл «This Is Gospel» был выпущен 12 августа 2013 года.

## Музыка
Треки с альбома Too Weird to Live, Too Rare to Die! вдохновлены Лас-Вегасом, родным городом группы. Участники группы признались, что, покидая город в ранние годы, они были очень расстроены из-за того, что не смогли посетить места, недоступные подросткам. Вокалист и автор песен Брендон Ури вернулся в Лас-Вегас снова, уже будучи взрослым, стал ходить на вечеринки, делая то, к чему раньше не чувствовал никакого желания. Вдохновленный окружением, «живущим настоящим», и неким затаённым чувством, он сочинил множество песен с Too Weird to Live, Too Rare to Die! под впечатлением от этого города: «Там есть и блеск, и гламур, и также старая, тёмная сторона Вегаса, отразившаяся на музыке». Название альбома — цитата из романа Хантера Томпсона «Страх и отвращение в Лас-Вегасе» (1971): 

Вот он идёт. Один из прообразов Всевышнего. Высший мутант, не рассчитанный для массового производства. Слишком дикий, чтобы жить, слишком редкий, чтобы сдохнуть.
 Автомобиль с альбомного буклета — Chevrolet Impala, более известный как «Большая Красная Акула», — также отсылка к роману.
Создавая музыку из нового альбома, Panic! At the Disco отклонилась от привычных песен, основанных на гитаре и пианино, к более электронным трекам. Пока группа только игралась с электронной инструментовкой на Vices & Virtues; сейчас же они отбросили в сторону прошлое и экспериментировали с клавишными на ведущих песнях. В музыкальном отношении Too Weird to Live, Too Rare to Die! вдохновлён той частью хип-хопа, «где не существует правил». В подтверждение этим словам, альбом получился смешением стилем[что?], сильно изменяющимся от трека к треку.
Тексты песен получились очень личными, и первая композиция «This Is Gospel» долгое время находилась лишь в голове Ури, прежде чем он поделился ею с одногруппниками. В треке «Miss Jackson» речь идёт о первых сексуальных похождениях Брендона. «Когда я был моложе, я путался со всеми подряд; одну ночь я проводил с одной девушкой, на следующий день спал с её подругой. Меня абсолютно не волновало то, как они себя чувствовали или как я заставлял их себя чувствовать. И потом такое случилось со мной, и я понял: „Вау, вот оно как? Я чувствую себя крайне дерьмово“». Песня «Vegas Lights» является гимном беззаботным ночам в Лас-Вегасе, которая больше всего передает то, как Ури чувствовал себя в ночном клубе. «Я чувствовал эту странную энергию места, где каждый хорошо проводит время, а всё остальное неважно», — отмечает он. «Танцевать так, как будто никто не смотрит; это было здорово».

## Список композиций
| №                   | Название                         | Длительность |
| ------------------- | -------------------------------- | ------------ |
| 1.                  | «This is Gospel»                 | 3:07         |
| 2.                  | «Miss Jackson» (с участием Lolo) | 3:12         |
| 3.                  | «Vegas Lights»                   | 3:09         |
| 4.                  | «Girl That You Love»             | 3:09         |
| 5.                  | «Nicotine»                       | 3:06         |
| 6.                  | «Girls/Girls/Boys»               | 3:26         |
| 7.                  | «Casual Affair»                  | 3:17         |
| 8.                  | «Far Too Young to Die»           | 3:17         |
| 9.                  | «Collar Full»                    | 3:18         |
| 10.                 | «The End of All Things»          | 3:31         |
| 11.                 | «Can't Fight Against the Youth»  | 2:45         |
| 12.                 | «All the Boys»                   | 3:12         |
| Общая длительность: | Общая длительность:              | 38:29        |

## Позиции в чартах

### Недельный чарт
| Чарт (2013)                            | Позиция |
| -------------------------------------- | ------- |
| Австралия (ARIA)                       | 26      |
| Австрия (Ö3 Austria)                   | 70      |
| Бельгия/Фландрия (Ultratop)            | 79      |
| Бельгия/Валлония (Ultratop)            | 175     |
| Канада (Canadian Albums Chart)         | 8       |
| Финляндия (Suomen virallinen lista)    | 46      |
| Германия (Offizielle Top 100)          | 99      |
| Нидерланды (Album Top 100)             | 77      |
| Новая Зеландия (RMNZ)                  | 15      |
| Шотландия (Scottish Albums Chart)      | 8       |
| Великобритания (UK Albums Chart)       | 10      |
| США (Billboard 200)                    | 2       |
| США (Billboard Top Alternative Albums) | 1       |
| США (Billboard Top Rock Albums)        | 1       |
| США (Billboard Digital Albums)         | 2       |
| США (Billboard Top Tastemaker Albums)  | 11      |
| US Billboard Vinyl Albums              | 1       |

### Годовой чарт
| Чарт (2013)                     | Позиция  |
| ------------------------------- | -------- |
| US Billboard Alternative Albums | 31       |
| US Billboard Rock Albums        | 51       |
| Chart (2014)                    | Position |
| US Billboard Alternative Albums | 37       |
| US Billboard 200                | 177      |
| US Billboard Rock Albums        | 40       |
| Чарт (2016)                     | Позиция  |
| US Billboard 200                | 171      |

## Сертификации
| Регион                                                                      | Сертификация | Продажи   |
| --------------------------------------------------------------------------- | ------------ | --------- |
| Канада (Music Canada)                                                       | Золотой      | 40 000    |
| Великобритания (BPI)                                                        | Золотой      | 100 000   |
| США (RIAA)                                                                  | Платиновый   | 1 000 000 |
| Данные о продажах + прослушиваниях приведены только на основе сертификации. |              |           |